# Castell de Lavaix
El Castell de Lavaix és un castell medieval del terme del Pont de Suert, dins del seu terme antic, pertanyent a l'Alta Ribagorça. És al cim del turó que hi ha damunt del túnel del quilòmetre 345,5 de la carretera N-260, just al nord d'on hi ha les restes del monestir de Santa Maria de Lavaix.
Esmentat ja el 955, en el cartulari del monestir de Lavaix, al segle xiii fou una de les residències dels barons d'Erill, que tenien el monestir sota la seva tutela, i on hi havia el panteó familiar. Entrà posteriorment en decadència, i es convertí en l'ermita de la Mare de Déu del Roser, fins que quedà del tot abandonat.
Els anys 1988 i 1989 es feren prospeccions, en aquest lloc, a instàncies de l'Associació Museu i Estudis de la Ribagorça. Permeteren treure a la llum tot d'estructures, amb un recinte rectangular irregular d'entre 16 i 19 metres als laterals curts per entre 23,8 i 25,5 als llargs, tot a l'interior d'una muralla de 80 cm de gruix, a l'interior de la qual hi havia encara una altra estructura, amb traces de ser més moderna: devia ser l'antiga ermita.
Els qui dirigiren la recerca, que no inclogué unes excavacions arqueològiques acurades, parlen amb prudència del fet que aquestes restes siguin les del castell, però ho apunten com una possibilitat realment molt ferma.